# 放たれた女王
『放たれた女王』（フィンランド語: Vapautettu kuningatar） 作品48は、ジャン・シベリウスが作曲した混声合唱と管弦楽のための楽曲。パーヴォ・カヤンデルのテクストに基づき1906年に完成された。
初演は1906年2月8日、作曲者自身の指揮、ヘルシンキ・フィルハーモニック協会管弦楽団の演奏で行われた。これはユーハン・ヴィルヘルム・スネルマンの生誕百周年を祝ってのことだった。1910年にはシベリウス自身の手により男声合唱用への編曲が行われている。この編曲版は1913年11月28日にヘイッキ・クレメッティの指揮、学生団体合唱団の演奏で初演された。本作は「力強く、シベリウスの劇的な一面を示している」と評される。
内容は荒涼とした丘の上の城に幽閉された王女が最終的に見つけ出されるというもので、これはロシアに抑圧されるフィンランドを暗に示している。